# Audrey Hollander
Pour les articles homonymes, voir Hollander.
Audrey Hollander, née le 4 novembre 1979 à Louisville, Kentucky, est une actrice pornographique américaine.

## Biographie
Audrey grandit à Louisville, Kentucky. Elle est apparue dans plus de 250 films X entre 2002 et aujourd'hui et a été coréalisatrice de la production Destroy the World. Elle gagna l'AVN Award de meilleure actrice de l'année en 2006. Elle est mariée à l'acteur X Otto Bauer qui apparait souvent à ses côtés dans ses films.
Elle est reconnue pour ses facultés anales : elle a notamment fait de nombreuses scènes de double pénétration anale, voire triple. En 2005, elle fonde avec Otto "Supercore" production pour proposer un point de vue différent sur le X gonzo : des scènes toujours plus hard mises en valeur par un sens artistique réel (musique originale et budgets importants) et l'utilisation d'objets du quotidien (batte de baseball, concombre, canne à pêche…) pour développer un point de vue original. Elle réalise son premier film pour Mach2 en 2006.

## Récompenses et nominations

### Récompenses

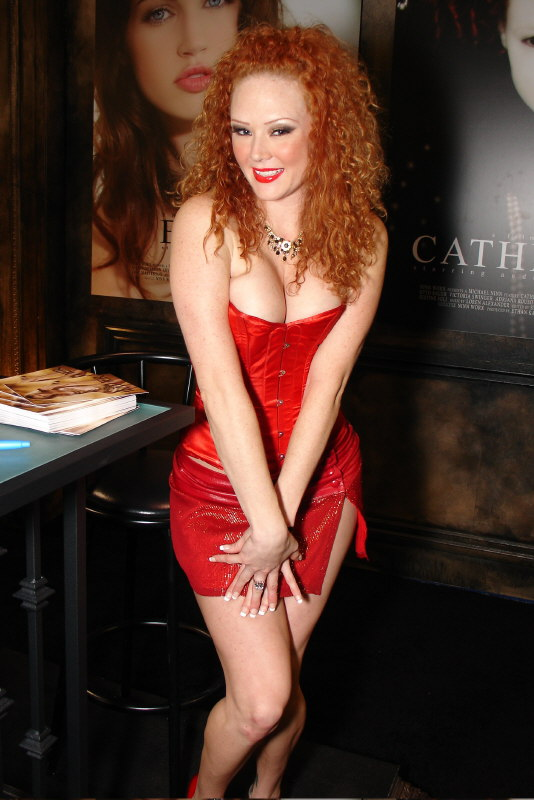

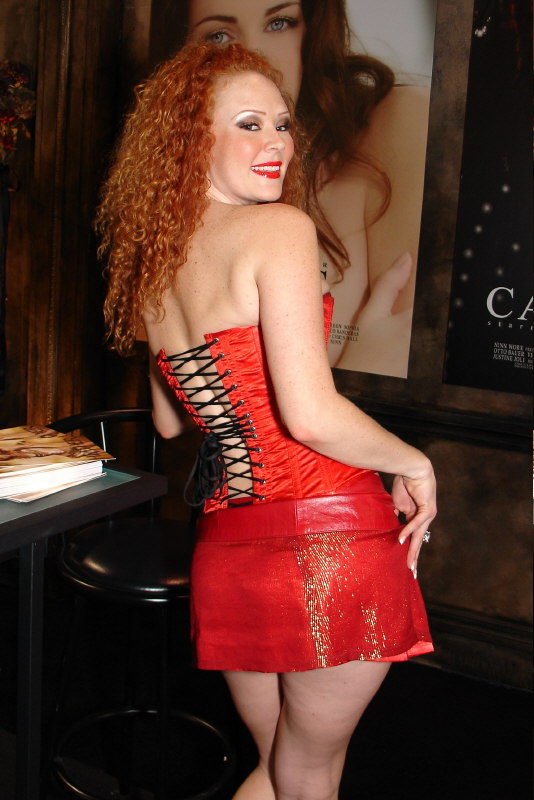
L’envers vaut l’endroit

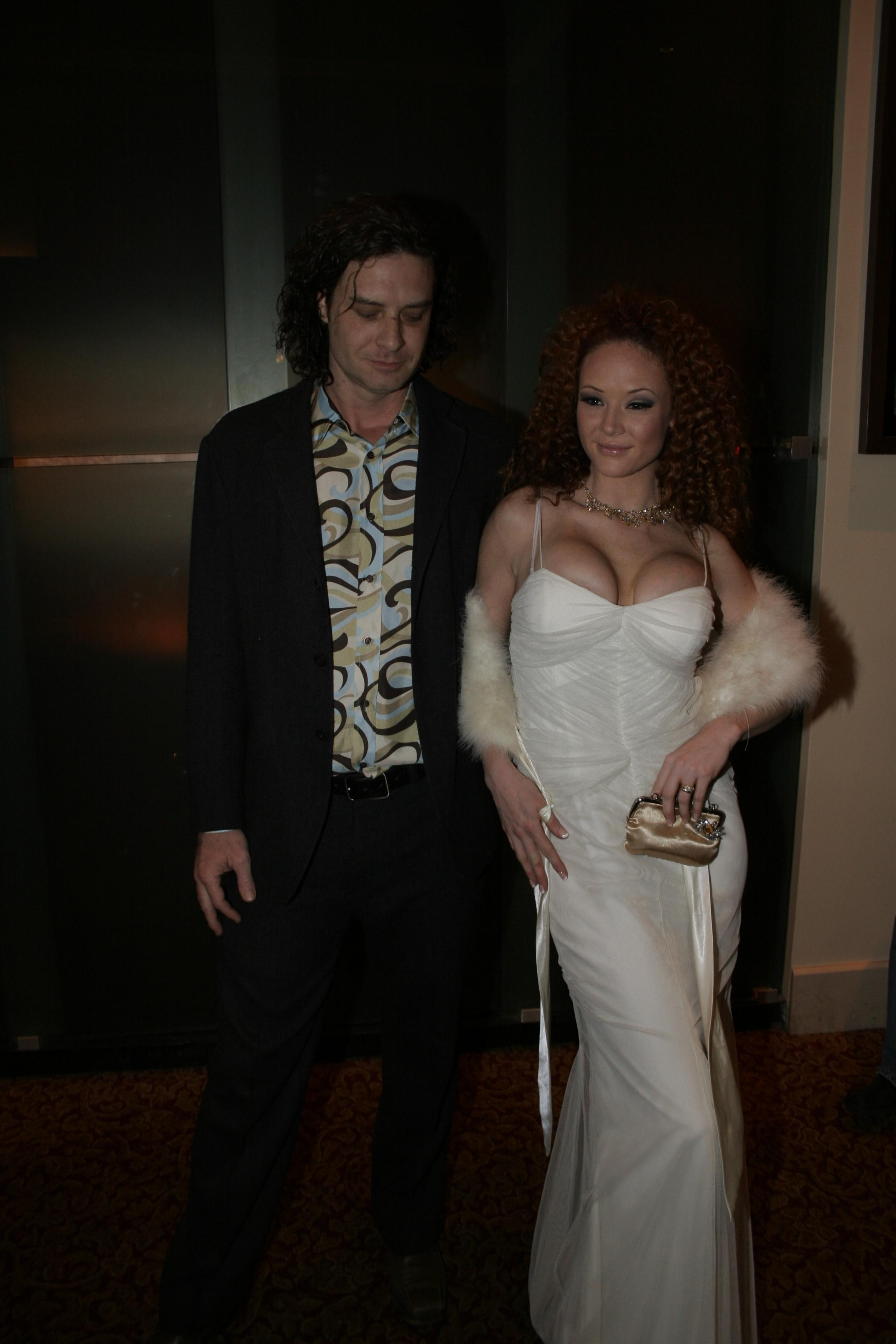

- XRCO Awards 2005 : Best Girl/Girl Sex Scene pour The Violation of Audrey Hollander
- Venus Paris Fair / Eroticline Awards 2006 :
  - Best International Actress (Audrey Hollander)
  - Best International Actor (Otto Bauer)
  - Best International Gonzo pour Line Mach2
- AVN Awards 2005 : Best All-Girl Sex Scene - Video pour The Violation of Audrey Hollander
- AVN Awards 2006[3] :
  - Female Performer of the Year
  - Best Group Sex Scene (Video) pour Squealer (avec Smokie Flame, Jassie, Kimberly Kane, Otto Bauer, Scott Lyons, Kris Slater et Scott Nails)
  - Best Anal Sex Scene (Film) pour Sentenced (avec Otto Bauer)
- AVN Awards 2008 : Most Outrageous Sex Scene pour Ass Blasting Felching Anal Whores (avec Cindy Crawford et Rick Masters)

### Nominations
- 2007 : AVN Award, nomination Best Three-Way Sex Scene (G-G-B) pour Neo Pornographia 4 (2005), avec Otto Bauer et Marie Luv